# Острвица (Госпић)
Острвица је насељено место у Лици. Припада граду Госпићу, у Личко-сењској жупанији, Република Хрватска.

## Географија
Налази се 8 км јужно од Личког Осика, а 7 км источно од Госпића. Јужно од Островице се налази насеље Барлете, удаљено око 5,5 км. У близини насеља пролази ауто-пут Загреб-Сплит.

## Историја
У месту је 1847. године живело 1259 православних Срба. Две деценије касније, 1867. године било их је више - 1465 душа.
Месни парох 1896. године био је поп Исак Димић.
Острвица се од распада Југославије до августа 1995. године налазила у Републици Српској Крајини.

### Други свјетски рат
У Острвици, срез Госпић, од 129 српских кућа, августа 1941. године запаљено је 66 „и много стотина људи, жена и деце поубијано.
Острвица, Лички Осик – 2. и 4. августа 1941. године усташе заклале 25 Срба, жена и њихове деце.
Острвица, Лички Осик – 15. август 1941. године — усташе у цивилу побиле 81 српског сељака из села Острвица, Широке Куле, Чуковца, Кузмановаче и Барлета.

## Култура
У Острвици је сједиште истоимене парохије Српске православне цркве. Парохија Острвица припада Архијерејском намјесништву личком у саставу Епархије Горњокарловачке а чине је Острвица и Барлете. У Острвици је постојао храм Српске православне цркве Вазнесења Господњег саграђен 1840. године, а срушен у Другом свјетском рату.

## Становништво
Према попису из 1991. године, насеље Острвица је имало 214 становника, међу којима је било 170 Срба, 25 Хрвата, 10 Југословена и 9 остали. Према попису становништва из 2001. године, Острвица је имала 19 становника. Према попису становништва из 2011. године, насеље Острвица је имало 16 становника.
| Националност       | 1991. | 1981. | 1971. | 1961. |
| Срби               | 170   | 203   | 237   | 331   |
| Хрвати             | 25    | 28    | 42    | 47    |
| Југословени        | 10    | 12    | 1     | 4     |
| Муслимани          | 8     | 8     |       |       |
| Албанци            |       |       |       | 6     |
| Црногорци          |       | 1     |       |       |
| остали и непознато | 1     | 2     | 11    | 4     |
| Укупно             | 214   | 254   | 291   | 392   |

| Демографија | Демографија | Демографија |
| Година      | Становника  | Становника  |
| ----------- | ----------- | ----------- |
| 1961.       | 392         |             |
| 1971.       | 291         |             |
| 1981.       | 254         |             |
| 1991.       | 214         |             |
| 2001.       | 19          |             |
| 2011.       |             | 16          |

## Попис 1991.
На попису становништва 1991. године, насељено место Острвица је имало 214 становника, следећег националног састава:
| Попис 1991.‍ | Попис 1991.‍ | Попис 1991.‍ | Попис 1991.‍ | Попис 1991.‍ |
| ----------- | ----------- | ----------- | ----------- | ----------- |
|             |             |             |             |             |
| Срби        | Срби        |             | 170         | 79,43%      |
| Хрвати      | Хрвати      |             | 25          | 11,68%      |
| Југословени | Југословени |             | 10          | 4,67%       |
| Муслимани   | Муслимани   |             | 8           | 3,73%       |
| Црногорци   | Црногорци   |             | 1           | 0,46%       |
| укупно: 214 |             |             |             |             |